# هیرانیاکاشیپو

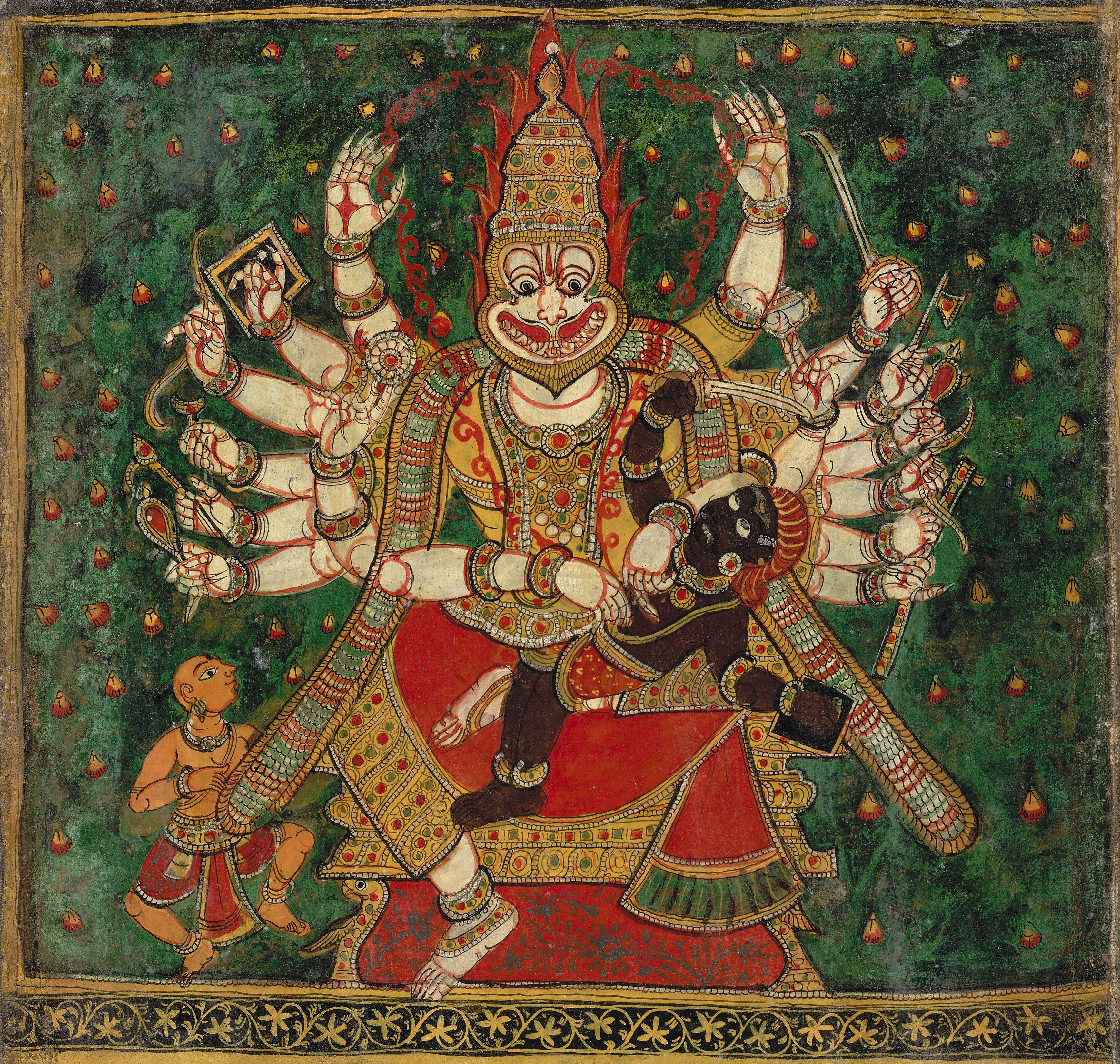
پراهلادا ناظر بر کشته‌شدن هیرکانیاکاشیپو توسط ناراسیمها

هیرانیاکاشیپو یا هیرانیاکاسیپو (به سانسکریت: हिरण्‍यकशिपु به معنای مو طلایی) اسورایی از نوشته‌های هندوئی پوراناها است. در پوراناها، از هیرانیاکاشیپو به عنوان یک اسورا نام برده شده. برادر جوان‌تر او، هیرانیاکاشا، توسط واراها، یکی از اوتارهای ویشنو کشته شد و این او را بسیار خشمگین ساخت. هیرانیاکاشیپو تصمیم می‌گیرد تا جادو فرا گیرد و برای این منظور به طلب بخشایش از خداوند برهما می‌پردازد. در پی آن، او توسط اوتار ناراسیمای خدای ویشنو کشته می‌شود. داستان او بیانگر بی‌نتیجه بودن آرزوی داشتن قدرت بر ضد دیگران است و همچنین قدرت تام داشتن خدا در پاسداری از مریدان خالص خود (در اینجا منظور پسر او، پراهلادا است).